# 百濟聖王
聖王（：／ Seong-wang；？—554年）是百濟第二十六代王，523年至554年在位。根據《三國史記》的記載，聖王名叫扶餘明襛（：／ Buyeo Myeongnong），《三國遺事》作明穠，《梁書》作明。《三國史記》評價他「智識英邁，能斷事」。
聖王是武寧王長子，在《日本書紀》裡也被稱作聖明王、明王。其在世期間使用聖明王或聖王作為尊號，這一尊號來源於佛教的轉輪聖王。他以佛教的轉輪聖王自居，積極活用佛教的思想來確立王室的權威。在位期間，向倭國輸出佛像和佛經，以及佛經中宣傳的謙益仁道。聖王歡迎對佛經的翻譯，在位期間佛教繁盛，並為教團的整備作出努力。此外招聘工匠和畫師，在各地建立寺刹。

## 生平
523年陰曆五月，父王武寧王病逝，聖王嗣立。高句麗趁喪入侵百濟，兵至浿水，聖王派左將知忠率一萬人將其擊退。然而《日本書紀》則記載，聖王是在524年的正月才繼位的。524年，南朝梁武帝冊封聖王為「持節、都督百濟諸軍事、綏東將軍、百濟王」。
526年，百濟修葺熊津城，並建立沙井柵以防禦高句麗。529年，高句麗安藏王親率大軍入侵百濟，攻佔北鄙穴城。聖王令佐平燕謨率三萬人阻擊，在五谷原戰敗，死亡二千餘人。陰曆四月，熒惑犯南斗。
538年，聖王遷都泗沘，改國號為「南扶餘」。540年，聖王命令將軍燕會攻擊高句麗牛山城，以報復上次高句麗的入侵，但沒有成功。541年，聖王遣使朝貢於南朝梁，請求賜予毛詩博士、涅槃經等經義，以及工匠、畫師等，梁武帝從之。此後，聖王通過朝貢貿易，從梁獲得了大量賜品，並將扶南國的物品轉賣到倭國。
548年，高句麗陽原王與濊人合謀，攻打南扶餘在漢江北部的獨山城。聖王遣使向新羅求救，新羅真興王派朱珍領兵三千人支援南扶餘，在獨山城下大破高句麗軍。次年，聖王不知南朝梁發生侯景之亂，再次遣使赴南朝梁朝貢，欲與南朝梁結盟以抗高句麗。使者至城下，見建康城被毀荒廢，號泣於端門之外，侯景大怒囚之。南扶餘的使者直到叛亂平定之後才得以歸國。聖王在位期間為了振興佛教，與中國的南朝交流非常頻繁，並積極向倭國傳播佛教。550年正月，聖王派遣將軍達己率軍一萬人，攻陷了高句麗的道薩城。三月，高句麗軍隊包圍金峴城。當時高句麗內政不安定，南扶餘便與新羅結盟，共同討伐高句麗，於551年佔領了漢江上流流域，新羅奪取了十個郡，南扶餘奪取了六個郡。新羅攻入了今日咸鏡南道、咸鏡北道一帶，並設立巡狩碑，高句麗則陷入與突厥的戰爭中，新羅趁機擴張領土。此時聖王向新羅真興王提議夾擊高句麗的都城平壤城的計劃。高句麗方面則承認新羅佔有今日京畿道、黃海道一帶，來換取新羅停止進攻平壤城。真興王拒絕了南扶餘的提議，接納了高句麗的提議。新羅領土擴張到了京畿道、黃海道等朝鮮半島西北部一帶，並開始侵略南扶餘，南扶餘與新羅的關係開始惡化。553年新羅攻佔南扶餘的東北地區，設立新州以統轄之。次年，在太子扶餘昌的主張下，聖王決定討伐新羅。扶餘昌率軍自為先鋒，攻至管山城。聖王心中憂慮，便以慰勞為名親自率軍前往管山城，途中中新羅兵的埋伏而被殺害。《三國史記》稱聖王是在狗川（今忠清北道沃川郡）被新羅兵亂兵殺死的。但根據《日本書紀》的說法，聖王被新羅兵俘虜，新羅人令喂馬的奴隸苦都斬下聖王的首級以示羞辱；苦都將其屍體就地掩埋；一說新羅真興王將聖王的頭顱埋在金城北廳的臺階之下，將無頭屍身以禮送還南扶餘。
今日忠清北道沃川郡郡西面有「聖王死節地」，相傳聖王在此地遇害。聖王死後，扶餘昌繼位，是為威德王。

## 與倭國的外交關係
根據《日本書紀》記載，聖王曾於欽明天皇十三年十月（552年）派遣達率怒唎斯致契出使倭國，向钦明天皇贈送釋迦佛金銅像一尊、幡蓋若干以及經論若干卷，是為佛教傳入日本之始。為了幫助倭國建設寺院，派遣學者、技術者、醫師、音樂家遠渡倭國。他還派遣醫博士、曆博士等專業技術者前往倭國，向倭國輸出傳播先進文物。
日本豪族大內氏自稱是聖王的第三子琳聖太子的後代。但琳聖生於577年，聖王卻於554年就去世，現代學者多認為是誤記，琳聖實為威德王第三子。

## 影視形象
| 演員   | 年代          | 電視台 | 劇名           |
| ------ | ------------- | ------ | -------------- |
| 安奭奐 | 2005年~2006年 | KBS    | 薯童謠         |
| 趙顯宰 | 2013年~2014年 | KBS    | 帝王之女守百香 |